# Міргалімов Фаїль Фарсатович
Фаїль Фарсатович Міргалімов (рос. Фаиль Фарасатович Миргалимов; нар. 29 березня 1957, Челябінськ, СРСР) — радянський та російський футболіст та футзаліст, виступав на позиції півзахисника та нападника. Майстер спорту СРСР. Заслужений тренер Росії.

## Життєпис
Народився в татарській родині. Вихованець школи «Локомотив» Челябінськ (тренери І. В. Вострухін та Ю. А. Піскунов).
Кар'єру футболіста розпочав у команді «Сигнал» (Челябінськ). Грав за «Уралмаш» (1979), «Локомотив» Челябінськ (1980-1982, 1984-1985, 1987), «Янгієр» (1981), «Локомотив» Москва (1986), «Геолог» (1987), «Меліоратор» Шимкент (1988), «Стріла» Челябінськ (1989), «Металург» Магнітогорськ (1989), «Навбахор» (1989), «Галичина» Дрогобич (1990), «Антрацит» (Кіровське, 1991), «Вислока» (Дембиця), Польща (1991-1992), «Зеніт» Челябінськ (1992).
У 1984 році закінчив Челябінський державний педагогічний університет, факультет фізичного виховання. Закінчив вищу школу тренерів у 2006 році.
Майстер спорту, заслужений тренер Росії, відмінник фізкультури та спорту Росії. Неодноразово нагороджений почесними грамотами та дипломами РФС і ПФЛ за заслуги в розвитку вітчизняного футболу.
Всього забив понад 160 м'ячів.
З 1991 — граючий тренер футзального клубу «Фенікс» — бронзовий призер чемпіонату Росії (1993). У збірній команді з футзалу виступав на чемпіонаті світу в Гонконгу в 1992 році.
У 1994 році організував та став головним тренером МФК «Будівельник 7». У 1996-1998 році — в тренерському штабі збірної Росії з футзалу.
У 1998-1999 році — головний тренер в футзальному клубі «ВІЗ-Сінара», Єкатеринбург.
У 2000-2002 році — головний тренер ФК «Лукойл» Челябінськ. У 2001 році команда стала переможцем Першості КФК в зоні «Урал» та володарем кубку Уралу, кубку Росії серед КФК.
У 2003-2004 році — головний тренер в футзальному клубі «ВІЗ-Сінара» — 3-тє місце в чемпіонаті Росії (2004).
У 2004-2005 році — головний тренер футзального клубу «Спартак-Щолково» — 2-ге місце в чемпіонаті Росії (2005).
З 2005 року - генеральний директор (2005-2006) і головний тренер (2007-2008) клубу «Зірка» Іркутськ, у 2005 році — 5-те місце, в 2006 — 1-ше — в зоні «Схід» другого дивізіону, володар кубку ПФЛ (2006), у 2007 році — 11 місце в першому дивізіоні.
У 2009 році — тренер ФК «Машал», Узбекистан. У 2011-2013 роках — радник президента ФК «Салют» (Бєлгород). У 2014 році — головний тренер ФК «Сахалін».